# Liste der Einträge im National Register of Historic Places im Mahnomen County

Lage des Mahnomen County in Minnesota

Die Liste der Einträge im National Register of Historic Places im Mahnomen County in Minnesota führt alle Bauwerke und historischen Stätten im Mahnomen County auf, die in das National Register of Historic Places aufgenommen wurden.

## Legende
| NRHP | Historic Place    |
| HD   | Historic District |

## Aktuelle Einträge
| [ 2 ] | Name                                          | Bild                                          | Eintragsdatum        | Lage                                                                        | Ort      | Beschreibung                                                                                                   |
| ----- | --------------------------------------------- | --------------------------------------------- | -------------------- | --------------------------------------------------------------------------- | -------- | --- |
| 1     | Mahnomen City Hall                            | Mahnomen City Hall                            | 1988 ID-Nr. 88003011 | 104 West Madison Avenue 47° 18′ 50,7″ N, 95° 58′ 8,9″ W                     | Mahnomen | 1937 von der Works Progress Administration aus Feldsteinen errichtetes Rathaus                                 |
| 2     | Mahnomen County Courthouse                    | Mahnomen County Courthouse                    | 1984 ID-Nr. 84001488 | 311 North Main Street 47° 19′ 4″ N, 95° 58′ 9,1″ W                          | Mahnomen | 1909 errichtetes Justiz- und Verwaltungsgebäude                                                                |
| 3     | Mahnomen County Fairgrounds Historic District | Mahnomen County Fairgrounds Historic District | 1989 ID-Nr. 89000077 | Kreuzung von MN 200 und County Highway 137 47° 19′ 20,4″ N, 95° 58′ 39,3″ W | Mahnomen | Fünf Gebäude und zwei Objekte aus Feldsteinen, die 1936 von der Works Progress Administration errichtet wurden |